# ليو باكسندل
ليو باكسندل (بالإنجليزية: Leo Baxendale)‏ هو فنان قصص مصورة بريطاني، ولد في 27 أكتوبر 1930 في لانكشر في المملكة المتحدة، وتوفي في 23 أبريل 2017 بسبب سرطان.